# Réserve naturelle nationale des étangs et rigoles d'Yveline
La réserve naturelle nationale des étangs et rigoles d'Yveline (RNN80) est une réserve naturelle nationale située en Île-de-France. Classée en 2021, elle occupe une surface de 310 hectares et remplace l'ancienne réserve naturelle nationale de Saint-Quentin-en-Yvelines.

## Localisation

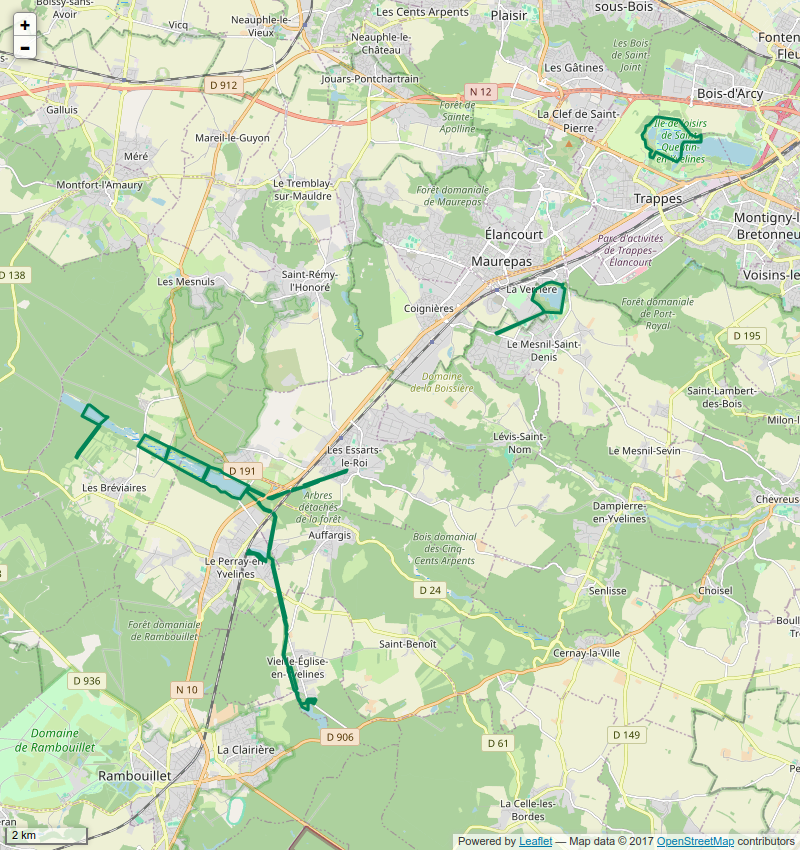
Périmètre de la réserve naturelle.

Le territoire de la réserve naturelle est dans le département des Yvelines, sur les communes d'Auffargis, La Verrière, Le Mesnil-Saint-Denis, Le Perray-en-Yvelines, Les Bréviaires, Les Essarts-le-Roi, Trappes et Vieille-Eglise-en-Yvelines.
Le périmètre de la réserve naturelle englobe l'Étang de Saint-Quentin ainsi que les sites suivants :
- l’Étang des Noës,
- l’aqueduc de la Verrière,
- l’aqueduc de l’Artoire,
- l’étang de Saint Hubert,
- l’étang du Pourras,
- l’étang de Corbet,
- le petit étang de Hollande,
- l’aqueduc des Bréviaires,
- le petit aqueduc du Perray,
- l’étang du Perray (rive sud),
- le grand aqueduc du Perray,
- le grand lit de Rivière,
- le nord de l’étang de la Tour.

## Administration, plan de gestion, règlement

### Outils et statut juridique
La réserve naturelle a été créée par un décret du 8 avril 2021.